# Sågaln
Sågaln var ett så kallat övermått som tog hänsyn till hur mycket arbete det var att kapa timmer av olika grovlek. Man mätte alltså den kapade stockens längd i alnar, och lade till detta mått diametern på den kapade stockens ände, mätt i tum.